# دنیل کارگنین
دنیل کارگنین (انگلیسی: Daniel Cargnin؛ زادهٔ ۲۰ دسامبر ۱۹۹۷) جودوکار اهل برزیل است.